# Anheliwka (Kalusch)
Anheliwka (ukrainisch Ангелівка; russisch Ангеловка Angelowka, deutsch Engelsberg, polnisch Angelówka bzw. Anielówka, ab 1939 Anielin) ist ein Dorf in der westukrainischen Oblast Iwano-Frankiwsk mit etwa 310 Einwohnern.

## Geschichte
Im frühen 19. Jahrhundert gehörte der große Bergraum von Wełdzirz (heute Schewtschenkowe) dem polnischen Gutsbesitzer Graf Joseph von Matkowski. Einige deutsche Siedlungen wurden in der Umgebung gegründet, unter anderem im Jahre 1811 das heutige Anheliwka, damals Engelsberg. Engelsberg wurde überwiegend von Protestanten bewohnt, die eine Filialgemeinde der Pfarrgemeinde Ugartsthal in der Evangelischen Superintendentur A. B. Galizien gründeten, die im Jahr 1937 206 Mitglieder hatte.
Im Jahre 1900 hatte die Gemeinde Engelsberg 29 Häuser mit 231 Einwohnern, davon 228 deutschsprachige, 3 ruthenischsprachige, 3 römisch-katholische, 5 israelitische, 223 anderen Glaubens.
Nach dem Ende des Polnisch-Ukrainischen Kriegs 1919 kam die Gemeinde zu Polen. Im Jahre 1921 hatte Engelsberg 27 Häuser mit 200 Einwohnern, davon 183 Deutschen, 9 Ruthenen, 5 Juden, 3 Polen, 182 evangelische, 9 griechisch-katholische, 5 israelitische, 4 römisch-katholische.
Am 24. Mai 1939 wurde der Name Engelsberg auf Anielin geändert.
Im Zweiten Weltkrieg gehörte der Ort zuerst zur Sowjetunion und ab 1941 zum Generalgouvernement, ab 1945 wieder zur Sowjetunion, heute zur Ukraine. Die dann noch ansässigen Deutschen wurden 1940 infolge des Deutsch-Sowjetischen Grenz- und Freundschaftsvertrages umgesiedelt.
Am 12. Juni 2020 wurde das Dorf ein Teil der neu gegründeten Siedlungsgemeinde Wyhoda im Rajon Dolyna, bis dahin war es ein Teil der Landratsgemeinde Lolyn im Zentrum des Rajons.
Am 17. Juli 2020 wurde der Ort Teil des Rajons Kalusch.